# Roy Greenwood (cầu thủ bóng đá, sinh năm 1952)
Roy Greenwood (sinh ngày 26 tháng 9 năm 1952) là một cựu cầu thủ bóng đá người Anh từng thi đấu ở vị trí tiền vệ chạy cánh tại Football League cho Hull City, Sunderland, Derby County, Swindon Town, Huddersfield Town và Tranmere Rovers trong các thập niên 1970 và 1980.